# Winston moseley
Winston Moseley (2 de marzo de 1935 – 28 de marzo de 2016), fue un delincuente sexual y un asesino en serie que asesinó a tres mujeres entre julio de 1963 y marzo de 1964. Todos sus crímenes involucraban la necrofilia y alguno de ellos, también la tortura.
El abogado declaró en el juicio que Moseley no se encontraba en sus plenas facultades, pero se le consideró legalmente cuerdo. Fue acusado de únicamente uno de los tres asesinatos que cometió y fue condenado a cadena perpetua el 15 de junio de 1964.
El 28 de marzo de 2016, Moseley murió en prisión a los 81 años. Fue uno de los reclusos más antiguos de la instalación correccional Clinton de máxima seguridad en Dannemora, Nueva York.

## Vida
Moseley nació el 2 de marzo de 1935 en Manhattan, Nueva York, era hijo de Fannie Moseley. El cónyuge de ésta, Alphonse Moseley, resultó no ser el padre biológico, pero este hecho fue ocultado al niño hasta el final de su niñez. El entorno familiar de Moseley era inestable, ya que sus padres estaban constantemente separados. Esto hizo que se convirtiera en un niño problemático, pero sorprendentemente brillante.
Pasado el tiempo, Mosley se casó con Pauline, su primera esposa, en 1954. Sin embargo, años después se divorciaron y Winston se volvió a casar en 1961 con Elizabeth Grant, con la que tuvo varios hijos. Su trabajo era de operador de máquinas comerciales en Mount Vernon, Nueva York, y el de su esposa de enfermera en un hospital en el que tenía el turno de noche. Por ello, Fannie Moseley les ayudaba con el cuidado de los hijos.
Algunas fuentes consideraron que eso le permitía a Moseley merodear en la nocturnidad y cometer numerosos crímenes.

## Víctimas
Moseley confesó el asesinato de Barbara Kralik, una adolescente de 15 años, a la que apuñaló en la casa de sus padres de Springfield Gardens en julio de 1963. También reconoció el de Annie Mae Johnson, una joven de 24 años que residía en Queens, Nueva York, a quien disparó y quemó hasta la muerte en su apartamento de South Ozone Park en febrero de 1964. Ambas mujeres fueron agredidas sexualmente.
Por último, después de haberse declarado inocente en este caso, confirmó haber asesinado a Catherine Susan Genovese en Kew Gardens, Queens, el 13 de marzo de 1964. Catherine, conocida como Kitty, tenía 28 años y Moseley en el momento del crimen tenía 29 años. El asesinato lo realizó en dos ataques. En el primero, siguió a la joven con el coche hasta la calle donde ella vivía y la apuñaló dos veces con un cuchillo de caza. En el segundo ataque, la halló tendida en un pasillo de la parte trasera del edificio en el que ella se refugió y la apuñaló de nuevo hasta matarla. Finalmente, la violó después de haberla propinado alrededor de 14 puñaladas.
Este último incidente tuvo mucha repercusión en los medios porque hubo un período en el que el agresor se alejó de la víctima para cambiarse el complemento que llevaba puesto en el primer ataque, que era una gorra de calcetín, por un sombrero de ala ancha para cubrirse la cara y poder pasar desapercibido en la posterior agresión. Tiempo que le permitía a Catherine Genovese ser salvada.

## Arresto, juicio y condena
El 19 de marzo de 1964, Winston Moseley fue arrestado por robo en Ozone Park, Queens, tras descubrir una televisión en el maletero de su coche. La policía reconoció el vehículo con el que se relacionaba el asesinato de Catherine Genovese y comenzó así, la resolución del caso. Durante el interrogatorio confesó los asesinatos de Barbara Kralik, Annie Mae Johnson y Catherine Susan Genovese. Sin embargo, los primeros hechos no recibieron la atención del sistema judicial, por lo que únicamente se le juzgó por la muerte de Genovese.
Su juicio se celebró el 8 de junio de 1964, presidido por el juez J. Irwin Shapiro, de la Corte Suprema. Al principio, Moseley se declaró inocente, pero su abogado cambió su declaración a no culpable por enajenación mental. Moseley testificó los asesinatos cometidos y, además relató que había violado a un total de ocho mujeres y cometido entre treinta y cuarenta robos.
El 15 de junio de 1964, fue condenado a pena de muerte por asesinato de primer grado en un momento en el que el Estado de Nueva York todavía disponía de la silla eléctrica. Sin embargo, el estado abolió la pena de muerte en 1965 por todas las circunstancias, excepto las limitadas. En 1967, el Tribunal de Apelaciones de Nueva York concluyó que Moseley podía haber declarado que estaba medicamente demente en la audiencia de sentencia cuando la Corte Suprema precisó que en el momento de los asesinatos estaba legalmente cuerdo y la sentencia se redujo a cadena perpetua.
En marzo de 1968, fue a Meyer Memorial Hospital en Búfalo, Nueva York, donde se sometió a una cirugía menor por una lesión auto-infligida en la prisión de Attica. En el momento de regresar a prisión, Moseley robó un arma y escapó, después de haber golpeado a un oficial del correccional. Durante sus días de libertad, se escondió en una casa propiedad de un matrimonio donde violó a la mujer y amordazó al marido. Luego se fue a Grand Island e irrumpió en otra casa en la que mantuvo como rehenes a una madre y a su hija, antes de que finalmente fuera recapturado por la Oficina Federal de Investigación. Recibió dos términos de 15 años, que correspondían con su cadena perpetua.
En 1971, Moseley participó en el levantamiento de la prisión de Attica. Además, consiguió una licenciatura en sociología de la Universidad de Niágara en 1977 y fue rechazado 18 veces en audiencias de libertad condicional, la última vez en 2015. Finalmente, el 28 de marzo de 2016 Winston Moseley murió en prisión.

## Investigación
El asesinato de Kitty Genovese acarreó numerosas críticas por cómo se desenvolvió dicho crimen. Esto provocó que se realizaran investigaciones sobre la actuación de los vecinos o testigos. Los psicólogos sociales más destacados fueron John Darley y Bibb Latané, quienes se propusieron investigar científicamente la falta de intervención en situaciones de peligro. Por ello, sostenían la hipótesis de la difusión de la responsabilidad (1968), inspirada en el caso de Genovese, que argumentaba que la mayoría de la gente no se involucraba en actos de esa categoría por el número de personas que presenciaban la escena, ya que todos esperarían que fuera otro el que asumiera el control de la situación.
Realizaron un experimento en el que estudiantes de la Universidad de Nueva York debatían sobre los problemas que tenían acerca de su adaptación a la vida universitaria. Este debate lo realizaban desde cabinas separadas, pero éstas se comunicaban entre sí. Uno de los estudiantes resultaba tener ataques epilépticos en momentos de tensión y cuando le tocó su turno tuvo uno de esos ataques. Solo había un sujeto experimental, pues el resto de los participantes y la víctima del ataque epiléptico eran grabaciones.
Darley y Latané querían analizar el efecto de la cantidad de testigos del incidente, de modo que variaron sistemáticamente el tamaño del supuesto grupo de debate. En algunos casos el sujeto creía que se trataba de un grupo de varias personas y en otros solo eran él y la víctima. El resultado del experimento demostró que los individuos tardaban menos tiempo en actuar cuando éstos creían ser el único testigo del suceso. 